# Керибюс
Керибю́с (фр. Château de Quéribus) — замок в департаменте Од (Окситания). Представляет собой руины на высоте 728 метров над уровнем моря. 
Постройка замка датируется X столетием. Керибюс назывался одним из пяти Каркасонских братьев, вместе с замками Агилар, Пейрепертюз, Терм и Пюилоран он был главным защитным сооружением этого графства. Также замок принадлежал Бесалу. 
Позже сооружение служило последним убежищем катаров, после победы над которыми замок стал важной стратегической крепостью на границе. В 1473 году войска Арагона захватили Керибюс. После подписания Пиренейского мира (1659) замок потерял свою значимость.
В 1907 году замок был включён в список исторических памятников Франции. В 1950-е и 1998—2002 годах проводились реставрационные работы.